# Szlomo Zalman z Wielopola

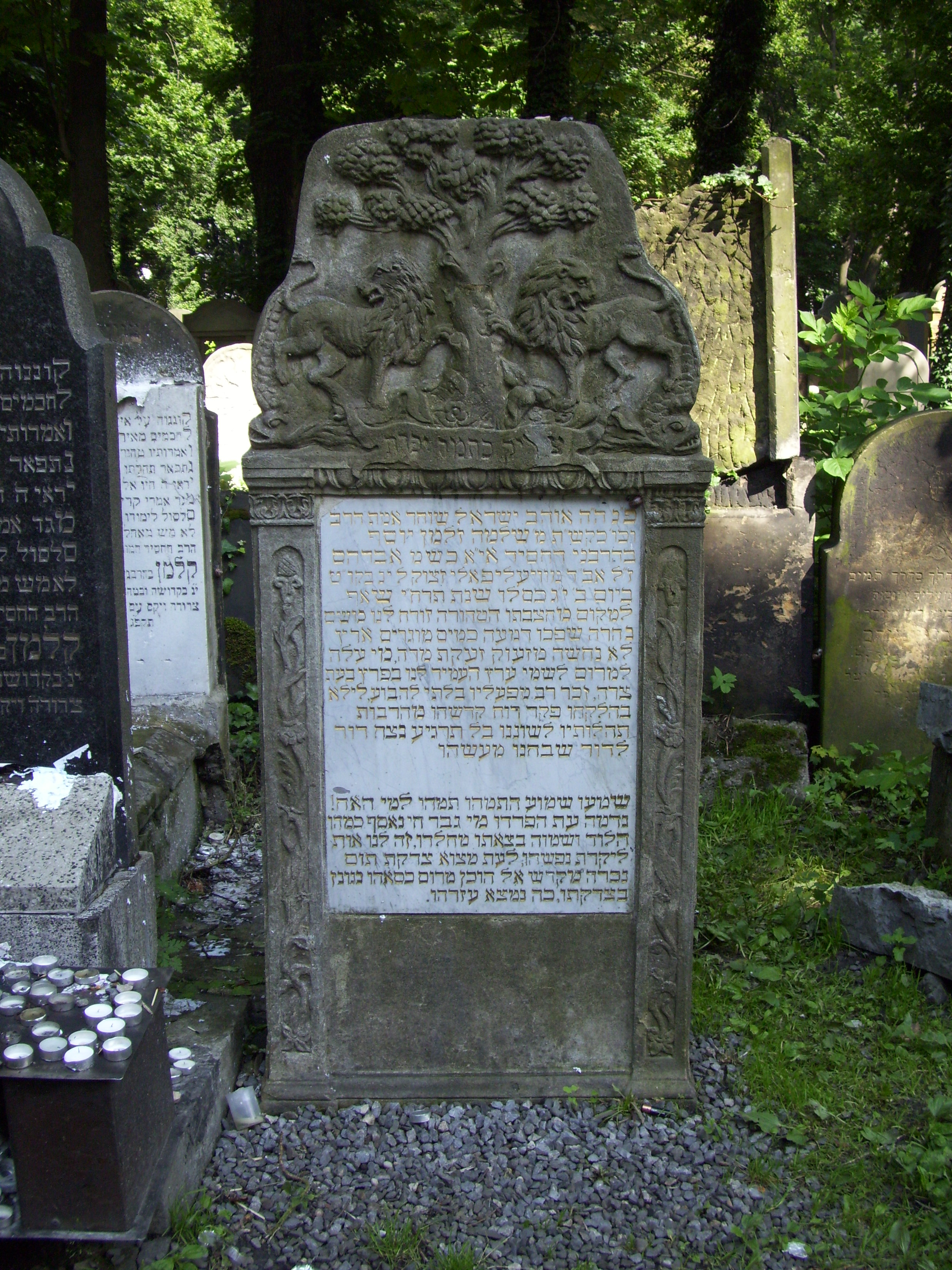
Grób Szlomo Zalmana z Wielopola na nowym cmentarzu żydowskim w Krakowie

Szlomo Zalman z Wielopola (hebr. שלמה זלמן; ur. 1804 zm. 30 listopada 1857 w Krakowie) – rabin, założyciel chasydzkiej dynastii w Wielopolu.

## Życiorys
Był synem Abrahama z Pszczonowa i uczniem Meira z Opatowa oraz Naftalego Cwi z Ropczyc. Był autorem glossów do dzieła Mosze Cordovery, Tomer Deworah (1587), jednak manuskrypt kazał pochować ze sobą. 
Zmarł w Krakowie. Jest pochowany na nowym cmentarzu żydowskim przy  ulicy Miodowej.